# Josef Ospelt

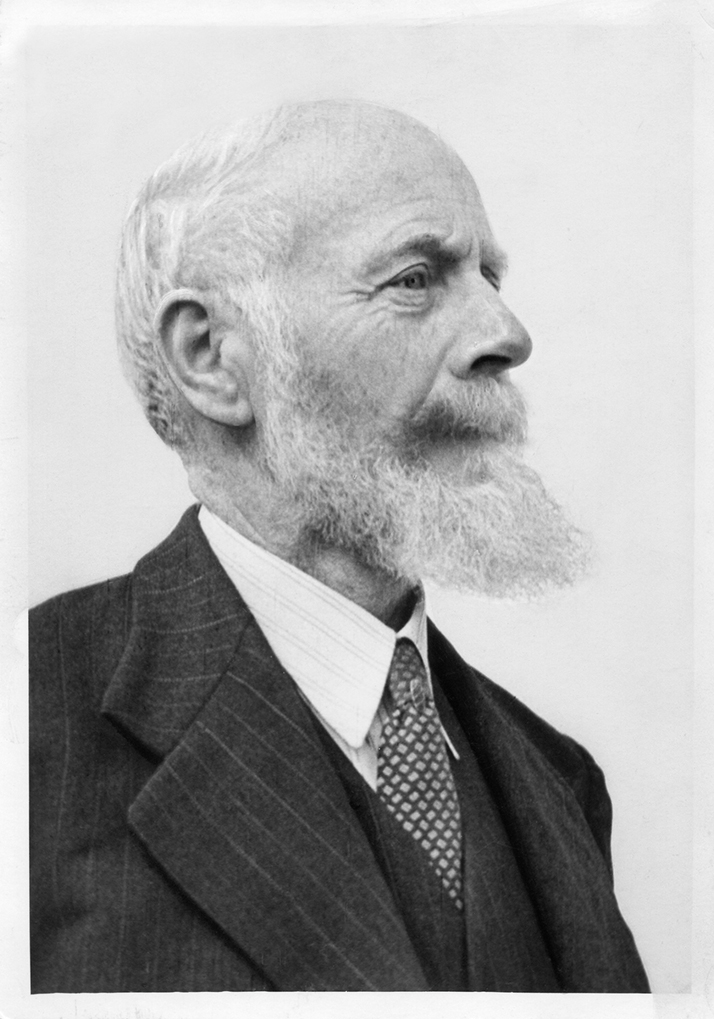
Fotografie von Josef Ospelt (undatiert)

Josef Ospelt (* 9. Januar 1881 in Vaduz; † 1. Juni 1962 ebenda) war vom 2. März 1921 bis 27. April 1922 der erste Regierungschef des Fürstentums Liechtenstein.

## Biografie

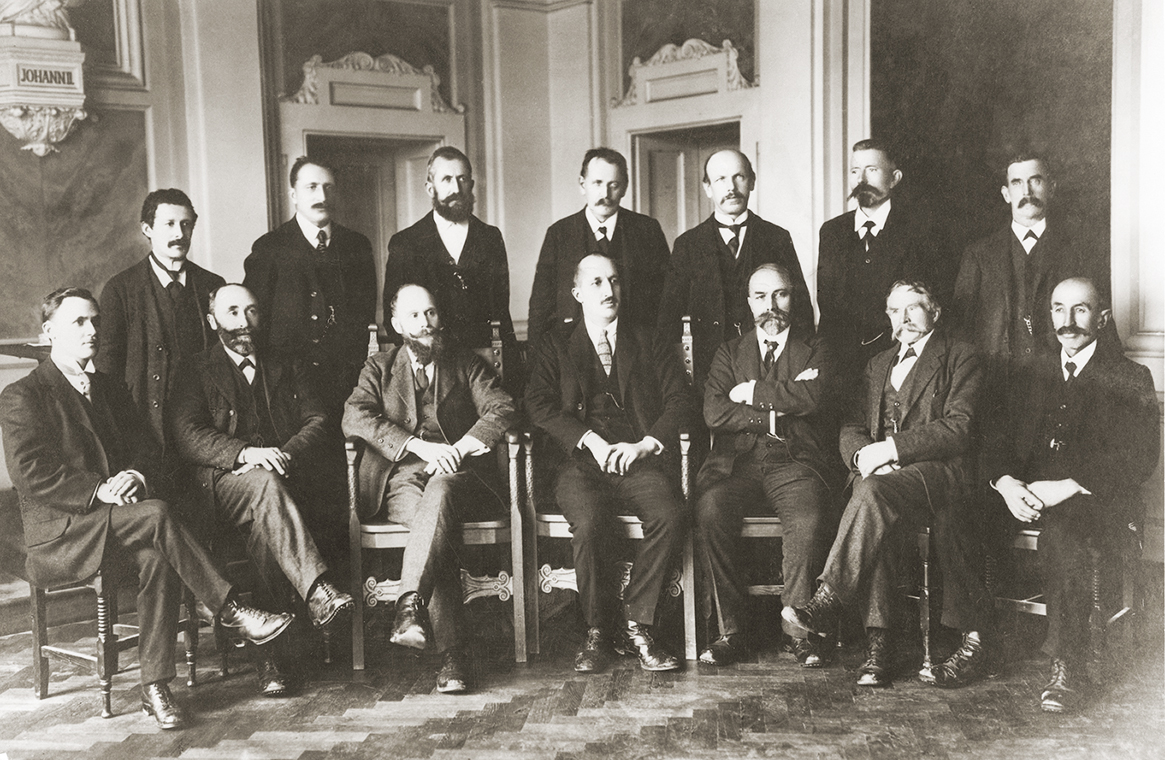
Josef Ospelt, Dritter von links in der vorderen Reihe, als Regierungschef mit Landtagsabgeordneten (1921)

Josef Ospelt wurde als Sohn des Julius und der Maria (geb. Seger) geboren. Er besuchte die Volks- und Landesschule in Vaduz und trat nach Beendigung letzterer als Regierungskanzlist unter Landesverweser Karl von In Der Mauer in den Staatsdienst ein. 1911 wurde er zum Regierungssekretär bestellt. 1916 heiratete er Mathilde Ospelt aus Vaduz. Ospelt gehörte 1918 zu den Gründern der Fortschrittlichen Bürgerpartei und war später langjähriger Vorsitzender und Verwalter der Zeitung Liechtensteiner Volksblatt. Am 23. März 1921 wurde er vom Fürsten zum Nachfolger des Landesverwesers Josef Peer und gleichzeitig zum fürstlichen Rat ernannt. Nach Inkrafttreten der neuen Verfassung vom 5. Oktober 1921, an deren Ausarbeitung er mitgewirkt hatte, wurde er auf Vorschlag des Landtages zum Regierungschef ernannt. Er war in dieser Übergangszeit Liechtensteins letzter Landesverweser und erster Regierungschef.

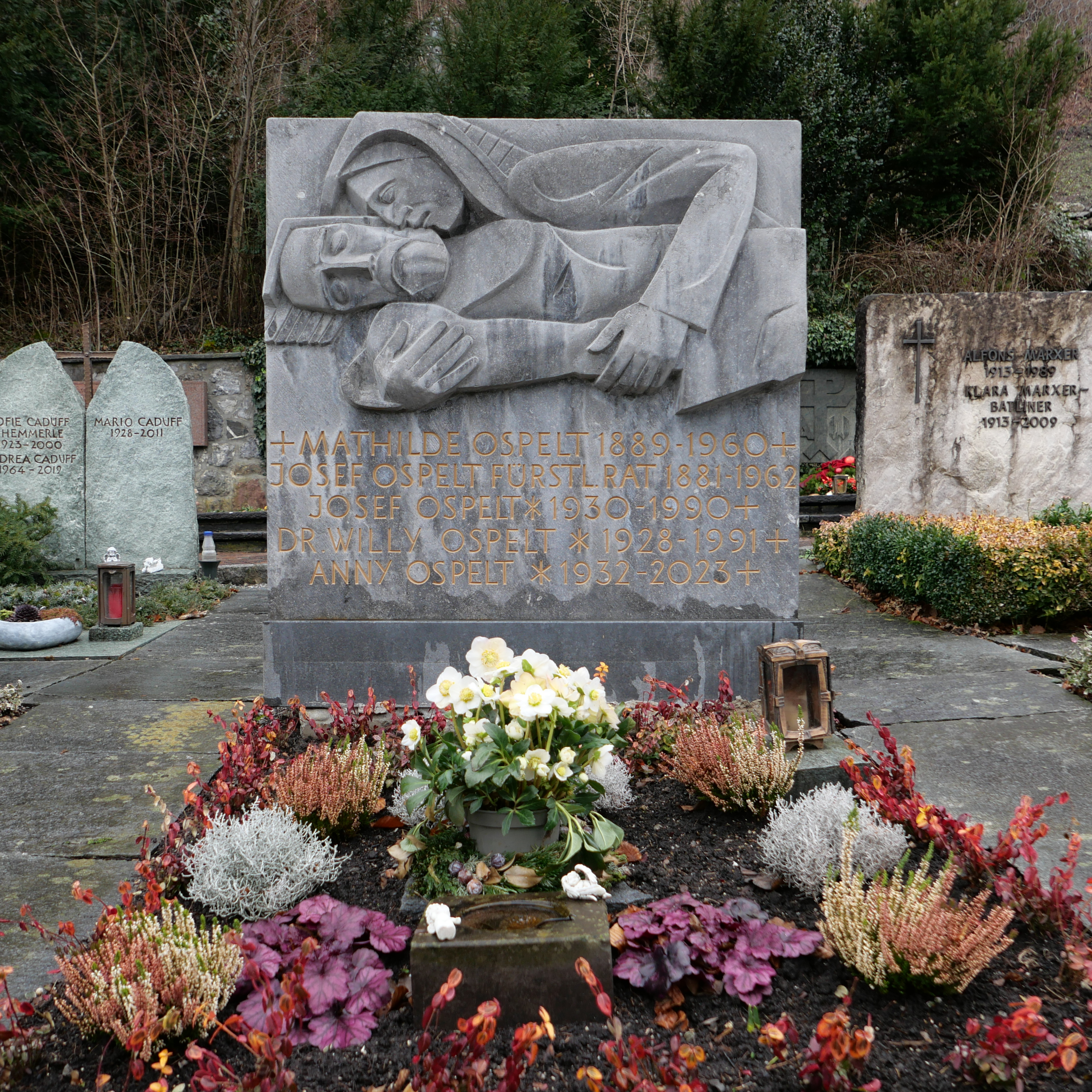
Das Familiengrab im Januar 2024

Nach seinem Rücktritt als Regierungschef am 27. April 1922 zog er aufgrund veränderter politischer Verhältnisse mit seiner Familie kurzzeitig nach Wien. Von 1918 bis 1922 besorgte er als Rentmeister auch die fürstliche Domänenverwaltung. Nach 1922 gründete er eine Rechts- und Versicherungsagentur in Vaduz, welche nach seinem Tod von seinem Sohn Willy Ospelt weitergeführt wurde und bis heute besteht. Ab 1925 hatte er die Repräsentanz der Zürich-Versicherung inne. Nach dem erneuten politischen Umschwung 1928 bekleidete Ospelt mehrere bedeutende öffentliche Ämter. Daneben gehörte er zu den Gründungsmitgliedern des Historischen Vereins in Liechtenstein, den er von 1928 bis 1955 als Vorsitzender leitete, sowie lange Jahre dem Vorstand der Vaduzer Winzergenossenschaft an. Von 1930 bis 1932 war er Abgeordneter im Landtag von Liechtenstein. Von 1952 an besorgte er die Geschäftsführung ("Pflegschaft") für den Verein für Geschichte des Bodensees und seiner Umgebung in Liechtenstein.
Ospelt fand seine letzte Ruhestätte auf dem Friedhof von Vaduz neben seiner verstorbenen Frau. Josef Ospelt (1930–1990), Willy Ospelt (1928–1991) und Anny Ospelt (1932–2023) wurden im selben Grab beigesetzt.